# Bruck-Mürzzuschlag (distrito)
| Distrito de Bruck-Mürzzuschlag                                     |                                          |
| Estado                                                             | Estíria                                  |
| Capital                                                            | Bruck an der Mur                         |
| Área                                                               | 2155 km²                                 |
| População                                                          | 98.984 habitantes (1 de janeiro de 2019) |
| Densidade                                                          | 46 hab./km²                              |
| Website                                                            | Site oficial                             |
| Localização de Distrito de Bruck-Mürzzuschlag no estado de Estíria |                                          |
|                                                                    |                                          |

Bruck-Mürzzuschlag (em alemão: Bezirk Bruck-Mürzzuschlag) é um distrito da Áustria, localizado no estado da Estíria.

## Cidades e municípios
Bruck-Mürzzuschlag possui 19 municípios, sendo 5 com estatuto de cidade, 10 com direito de mercado (Marktgemeinde) e o restante municípios comuns.

### Cidade
- Bruck an der Mur
- Kapfenberg
- Kindberg
- Mariazell
- Mürzzuschlag

### Mercados (Marktgemeinde)
- Aflenz
- Breitenau am Hochlantsch
- Krieglach
- Langenwang
- Neuberg an der Mürz
- Sankt Barbara im Mürztal
- Sankt Lorenzen im Mürztal
- Sankt Marein im Mürztal
- Thörl
- Turnau

### Municípios
- Pernegg an der Mur
- Spital am Semmering
- Stanz im Mürztal
- Tragöß-Sankt Katharein